# エトムント・コーネン
エトムント・コーネン（Edmund Conen, 1914年11月10日 - 1990年3月5日）は、ドイツ出身のサッカー選手、サッカー指導者。ポジションはフォワード。
1934年に行われた第2回ワールドカップ・イタリア大会でハットトリックを含む4得点をマークした（当初アンジェロ・スキアビオ、オルドリッヒ・ネイエドリーと並び大会得点王とされていたが、2006年11月10日にFIFAの集計の訂正によりネイエドリーが5得点で単独得点王となっている）。
代表デビューは1934年1月14日のvsハンガリー戦。

## 個人成績

### 代表での成績
出典
| ドイツ代表 | 国際Aマッチ | 国際Aマッチ |
| 年         | 出場        | 得点        |
| ---------- | ----------- | ----------- |
| 1935       | 9           | 9           |
| 1936       | 0           | 0           |
| 1937       | 0           | 0           |
| 1938       | 0           | 0           |
| 1939       | 4           | 3           |
| 1940       | 5           | 8           |
| 1941       | 2           | 2           |
| 1942       | 3           | 0           |
| 通算       | 28          | 27          |